# Beedenbostel
Beedenbostel é um município da Alemanha localizado no distrito de Celle, estado de Baixa Saxônia.
Pertence ao Samtgemeinde de Lachendorf.